# Danuta Marczyk
Danuta Marczyk, po mężu Teschner (ur. 25 stycznia 1972) – polska biegaczka, specjalizująca się w biegach długodystansowych, mistrzyni i reprezentantka Polski.

## Kariera sportowa
Była zawodniczką LZS Koluszki, pod koniec lat 90. wyjechała na stałe do USA.
Na mistrzostwach Polski seniorek zdobyła dziesięć medali, w tym jeden złoty (w biegu na 5000 m w 1996), trzy srebrne (w półmaratonie w 1996, w biegu przełajowym na 6 km w 1992 i 1993) i sześć brązowych (w biegu na 5000 m w 1997, w biegu na 10 000 m w 1993, 1996 i 1997, w półmaratonie w 1992 oraz w biegu przełajowym na 5 km w 1995.
Startowała na mistrzostwach Europy juniorów w 1991, zajmując 11. miejsce w biegu na 1500 m, z wynikiem 4:36,31 i 12. miejsce w biegu na 10 000, z wynikiem 9:50,91, a także mistrzostwach świata w biegu przełajowym w 1992 (56. miejsce) i 1993 (124. miejsce), mistrzostwach świata w półmaratonie w 1995 (51. miejsce, z wynikiem 1:16.15) i 1996 (56. miejsce, z wynikiem 1:20.36). Reprezentowała Polskę na zawodach I Ligi Pucharu Europy w 1996 (3. miejsce w biegu na 5000 m, z wynikiem 15:41,76) i 1997 (4. miejsce w biegu na 5000 m, z wynikiem 16:18,52).     
Rekordy życiowe:
- 1500 m – 4.18,53 (14.07.1991)
- 5000 m – 15.41,76 (28.06.1996)
- 10000 m – 33.32,51 (23.08.1992)
- półmaraton – 73.06 (31.08.1996)
- maraton – 2:41.14 (24.10.1999)